# Paisano Park (Texas)
Paisano Park es un lugar designado por el censo ubicado en el condado de San Patricio en el estado estadounidense de Texas. En el Censo de 2010 tenía una población de 130 habitantes y una densidad poblacional de 570,38 personas por km².

## Geografía
Paisano Park se encuentra ubicado en las coordenadas 28°5′42″N 97°51′33″O / 28.09500, -97.85917. Según la Oficina del Censo de los Estados Unidos, Paisano Park tiene una superficie total de 0.23 km², de la cual 0.23 km² corresponden a tierra firme y (0%) 0 km² es agua.

## Demografía
Según el censo de 2010, había 130 personas residiendo en Paisano Park. La densidad de población era de 570,38 hab./km². De los 130 habitantes, Paisano Park estaba compuesto por el 93.85% blancos, el 2.31% eran afroamericanos, el 0% eran amerindios, el 0% eran asiáticos, el 0% eran isleños del Pacífico, el 3.85% eran de otras razas y el 0% pertenecían a dos o más razas. Del total de la población el 95.38% eran hispanos o latinos de cualquier raza.